# Shelbyville (Indiana)
Shelbyville város az USA Indiana államában. Lakosainak száma 20 067 fő (2020. április 1.).

## Népesség
A település népességének változása:

| 2010 | 19 191 |
| 2020 | 20 067 |